# Susanne Sachße
Susanne Sachße est une productrice, réalisatrice, scénariste et actrice allemande,.

## Biographie
Au Premio Maguey, Susanne Sachße est nommée Icône Queer 2017,.

## Filmographie

### Actrice
- 1975 : Looping
- 1996 : Ärzte (série télévisée) : la mère de Félix
- 1997 : Agentenfieber (téléfilm) : Susanne
- 1998 : Stubbe – Von Fall zu Fall (de) (série télévisée) : Heidi Kopka
- 1999 : Nur ein toter Mann ist ein guter Mann (téléfilm) : la secrétaire en chef
- 2000 : Der Irre : la mère
- 2000 : L'Insaisissable : la secrétaire de l'éditeur
- 2000 : Alaska.de : Sabines Mutter
- 2000 : Achterbahn (de) (série télévisée) : la professeure
- 2000 : 008 - Agent wider Willen (téléfilm)
- 2001 : The Other Newest One (court métrage)
- 2001 : La Petite Tonkinoise (court métrage)
- 2001 : Frau unter Einfluss (court métrage)
- 2001 : Die Biester (série télévisée) : Florence
- 2001 : Helicops (série télévisée) : Sunny Veith
- 2002 : En quête de preuves (série télévisée) : Christine Wiebe
- 2002 : Aus lauter Liebe zu Dir (téléfilm) : la femme en colère
- 2003 : Bonjour l'angoisse (Der alte Affe Angst) : la femme nue
- 2004 : The Raspberry Reich : Gudrun
- 2005 : Fucking Different (segment « Martina »)
- 2006 : Die Babysitterin (court métrage)
- 2006 : 18.15 Uhr ab Ostkreuz : Ygitte Perdu
- 2007 : Le Dernier Témoin (série télévisée) : Annett York
- 2007 : After Effect (de) : Hylia Caro
- 2008 : Otto; or Up with Dead People : Hella Bent
- 2008 : Der Spiegel (court métrage) : la dame
- 2009 : Bandaged : Joan Genova
- 2009 : Seeking Me You Sat Exhausted
- 2009 : Saturn Returns : la femme interprète
- 2010 : The Bad Breast; or, The Strange Case of Theda Lange (court métrage) : Theda Lange
- 2010 : Die Operation (court métrage) : Anika Schröder
- 2011 : We Will Be Strong in Our Weakness : Ryfka
- 2013 : Serious Ladies (court métrage) : les Ladies
- 2014 : Pierrot Lunaire : Pierrot
- 2015 : Ulrike's Brain
- 2015 : The Coat
- 2017 : The Misandrists : la mère supérieure
- 2018 : Un si beau couple (Das schönste Paar) de Sven Taddicken : la thérapeute

### Réalisatrice - productrice - scénariste
| année | film                              | réalisatrice | productrice | scénariste |
| ----- | --------------------------------- | ------------ | ----------- | ---------- |
| 2009  | The Little White Cloud That Cried |              | Oui         |            |
| 2009  | Still Moving                      |              | Oui         |            |
| 2009  | Slap! The Gondola                 |              | Oui         |            |
| 2009  | Charming for the Revolution       |              | Oui         |            |
| 2009  | The Legacy                        |              | Oui         |            |
| 2009  | Osmosis of the Unicorn            |              | Oui         |            |
| 2009  | Unicorn Tabloids                  |              | Oui         |            |
| 2009  | Seeking Me You Sat Exhausted      |              | Oui         |            |
| 2009  | Purfled Promises                  |              | Oui         |            |
| 2011  | We Will Be Strong in Our Weakness | Oui          |             | Oui        |
| 2013  | Serious Ladies                    | Oui          | Oui         | Oui        |